# 1992 AJ
1992 AJ är en asteroid i huvudbältet som upptäcktes den 2 januari 1992 av de båda japanska astronomerna Seiji Ueda och Hiroshi Kaneda i Kushiro.
Asteroiden har en diameter på ungefär 21 kilometer och den tillhör asteroidgruppen Griqua.